# 負の価値財
負の価値財 (ふのかちざい、英: demerit good)とは、経済学では、「消費者自身への悪影響があり、消費が不健康、劣化、社会的に望ましくないと見なされる商品やサービス」のこと。非価値財、デメリット財とも呼ばれる。市場の力に任せておくと、過剰に消費される可能性がある。負の消費財の例としては、タバコ、アルコール飲料、大麻、ギャンブル、ジャンクフード、売春などがある。これらの商品の性質上、政府はこれらの商品に税金（具体的には悪行税）を課すことが多く、場合によってはこれらの商品の消費や広告を規制したり禁止したりする。 

## 概念
負の価値財と負の外部性の間には、重要な概念上の違いがある。負の外部性は、財の消費が、財を自分で消費しない他の人に負の結果をもたらす場合に発生する。 汚染（たとえば、自動車の使用による）は、負の外部性の典型的な例である。対照的に、負の価値財は、その消費が消費者自身に、たとえばタバコに悪影響を与えるため、望ましくないと見なされる 。タバコは、喫煙者自身に健康被害を与えるために負の消費財とみなされるが、同時に受動喫煙を通じて負の外部性ももたらすという性質がある。
厚生経済学、福利主義、温情主義における二つの基本的な視点は、負の消費財に対する概念的な取り扱いが異なる。簡単に言えば、福祉主義は、財の効用についての判断を最終的に本人に委ねるため、負の消費財の概念が成り立たない(負の外部性は成り立つ)。極端な例として、ヘロイン中毒者がヘロインを購入した場合、ヘロインの使用により気持ちが良くなるため、正味で社会的にポジティブと見なされる（中毒者が他の犯罪を行わないとした場合）。一方、温情主義は、ヘロインは「本人にとって良くない」と判断し、中毒者自身の判断を無効と見なす。 